# Amauris punctata
Amauris punctata är en fjärilsart som beskrevs av Abel Dufrane 1948. Amauris punctata ingår i släktet Amauris och familjen praktfjärilar. Inga underarter finns listade i Catalogue of Life.